# Erney József
Erney József, nagyernyei (Pest, 1846. február 7. – Budapest, Józsefváros, 1929. január 23.) zenepedagógus.

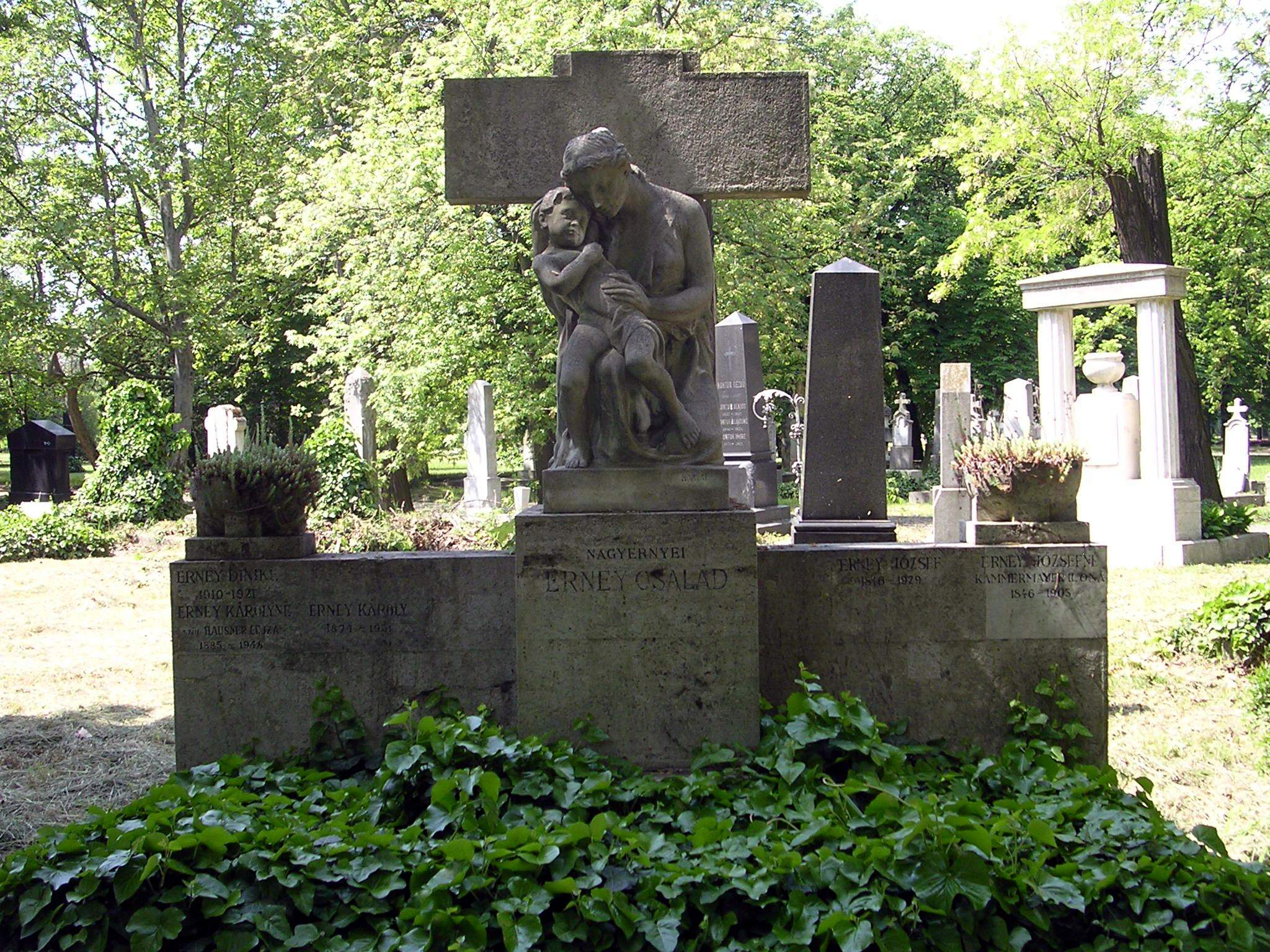
Sírja a Fiumei úti sírkertben. Alkotó: Horvay János

## Életútja
Engeszer Mátyás fia és tanítványa. Anyja Nachtigal Terézia volt. Kora ifjúságától zenével foglalkozván, apjától nyert abban alapos oktatást. 1862–66-ban a fővárosban a Nemzeti Zenedében mint zongoratanár és orgonista működött; azonban anyja halála után Párizsba ment, ahol 1867 júliusáig az ottani Conservatoriumot látogatta; azután visszatért Budapestre és 1867-től a Nemzeti Zenedében zongora- és orgona-tanár; ebben az állásban és 1875-től mint polgári iskolai énektanár működött. Az országos magyar daláregyesületnek is titkára volt. 1901-től a Nemzeti Zenede igazgatója. Felesége Kamermayer Ilona volt.
A család neve 1912-ben változott Engeszerről nagyernyei Erneyre, miután Engeszer József érdemei elismeréséül díjmentesen nemesi rangot és címert kapott a királytól.
1924-ben, már mint a Nemzeti Zenede nyugalmazott igazgatója és a Magyar Dalosszövetség volt elnöke, kitüntetésben részesült, kormányfőtanácsossá léptették elő.
Mint zeneszerző több zenedarabot írt, melyek vagy önállóan vagy az Apolló és Orpheus című folyóiratokban jelentek meg. Elméleti cikkeket írt a Zenelapba és a Polgári Iskola című szaklapba; főmunkatársa volt az Emléklapoknak, az 1892. évi országos dal- és jubileumünnepély alkalmára kiadott hírlapnak (aug. 15-től 20-ig 6 szám.)
Szerkesztette mint a Harmonia igazgatósági elnöke a Harmonia c. zenelapot 1882. január 15-től augusztus 27-ig Aggházy Károllyal és Kacziány Gézával, azután december 17-ig egyedül.

## Munkája
- Gyakorlati énektan. Dalokkal középtanodák, polg. iskolák és magán tanintézetek használatára. Bpest, 1879–80. Két részben. (I. 3. kiadás 1882. 4. k. 1885. 8. átalak. k. 1890. II. 2. jav. k. 1882. 3. jav. k. 1885. 5. átd. k. 1890.)